# 國松沙矢香
國松 沙矢香（くにまつ さやか、5月12日 - ）は、日本の女性声優。大阪府出身。Rush Style預かり所属。

## 人物
2025年3月31日、同日付でオフィスPACが事業停止したことに伴い、翌4月1日付でRush Styleに移籍。
特技は歌唱。趣味はダンス、ヒューマンビートボックス、カラオケ、散歩。資格は日本漢字能力検定2級、合気道検定2級。方言は関西弁。

## 出演

### テレビアニメ
- 俺物語!!（2015年、アナウンス）
- 真の仲間じゃないと勇者のパーティーを追い出されたので、辺境でスローライフすることにしました2nd（2024年、レオン）
- ガールズバンドクライ（2024年、生徒）
- 妻、小学生になる。（2024年、子供）
- ぷにるはかわいいスライム（2024年、第1回ルンルーン・グランプリ観客）

### 劇場アニメ
- 永久少年 Eternal Boys NEXT STAGE（2023年）

### ゲーム
- メダロット ガールズミッション（2016年、鈴丸茜）

### 吹き替え

#### 映画
- ビートルジュース ビートルジュース（トリック男児[4]）
- ライオン・キング:ムファサ[5]

#### ドラマ
- ヴァイキング 〜ヴァルハラ〜（イルサ）
- リバーデイル

#### アニメ
- アバター 伝説の少年アン シーズン3/火の巻（気弱な少年）
- イーハー!きょうりゅうぼくじょう（ミゲル）
- オクトノーツと地上のミッション
- カンフー・パンダ 4 伝説のマスター降臨
- ニンジャ・エクスプレス
- この恋で鼻血を止めて（2025年、実況[6]、ヒーロー氷系[7]）

### その他コンテンツ
- 稲城市市議会議員選挙（ウグイス嬢）